# Emil Rausch
Pour les articles homonymes, voir Rausch.
Emil Rausch (né le 11 septembre 1883 et décédé le 14 décembre 1954) est un nageur allemand spécialiste des épreuves de nage libre.

## Palmarès

### Jeux olympiques
- Jeux olympiques de 1904 à Saint-Louis (États-Unis) :
  -  Médaille d'or du 1 mile nage libre.
  -  Médaille d'or du 880 yards nage libre.
  -  Médaille de bronze du 220 yards nage libre.

- Jeux intercalaires de 1906 à Athènes (Grèce) :
  -  Médaille d'argent au titre du relais 4 × 250 m nage libre.